# Crocothemis erythraea
Karmintrollslända, Crocothemis erythraea är en trollsländeart som ingår i släktet Crocothemis och familjen segeltrollsländor. IUCN kategoriserar arten globalt som livskraftig.

## Underarter
Arten delas in i följande underarter:
- C. e. chaldaeora
- C. e. erythraea

## Utbredning
Karmintrollslända har sedan 1980-talet expanderat norrut i Europa och sågs för första gången i Norden 2015, på Jylland i Danmark. Sommaren 2019 upptäcktes den för första gången i Sverige, vid Flodahusdammen i Skåne.

## Bildgalleri

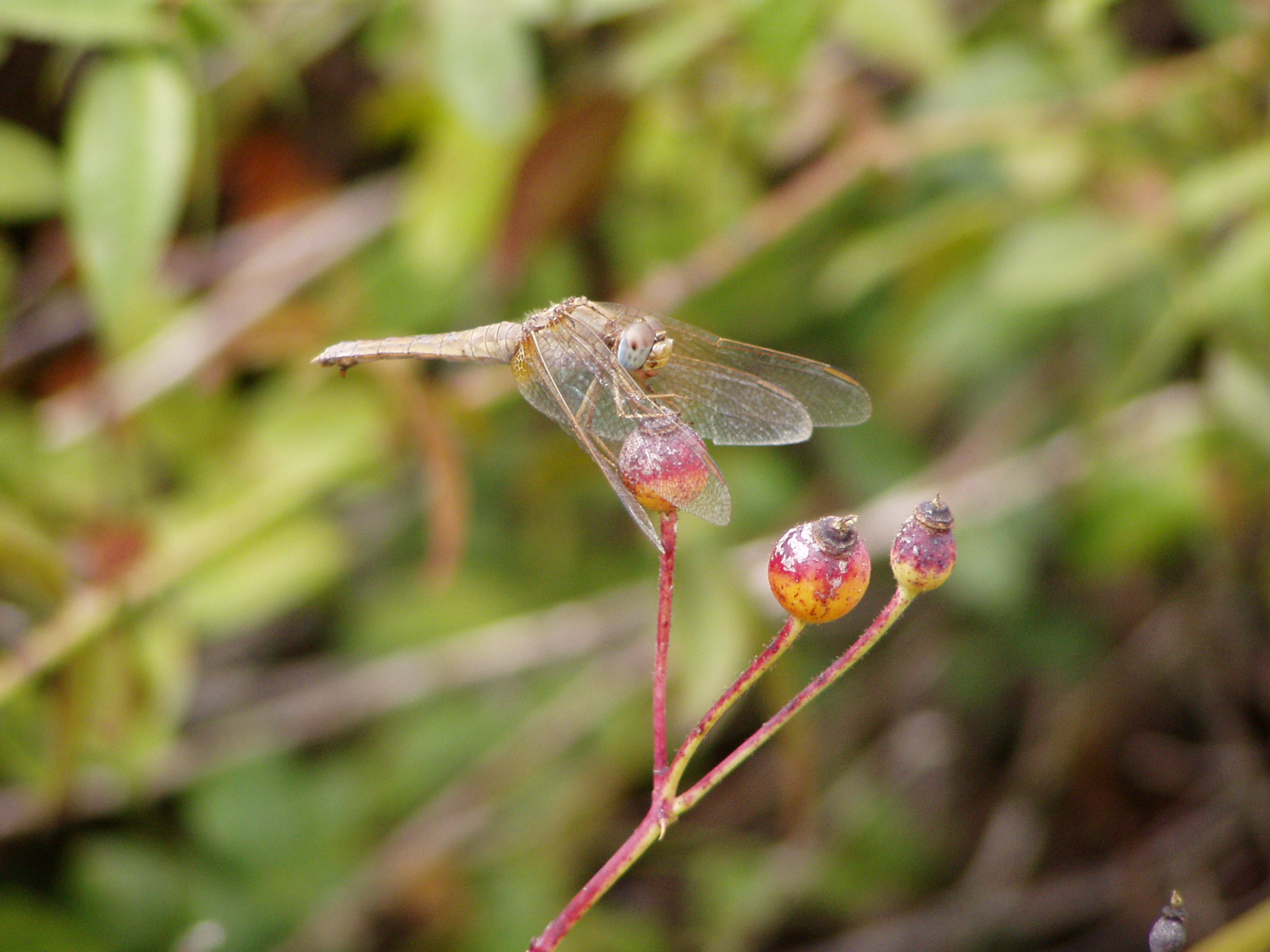
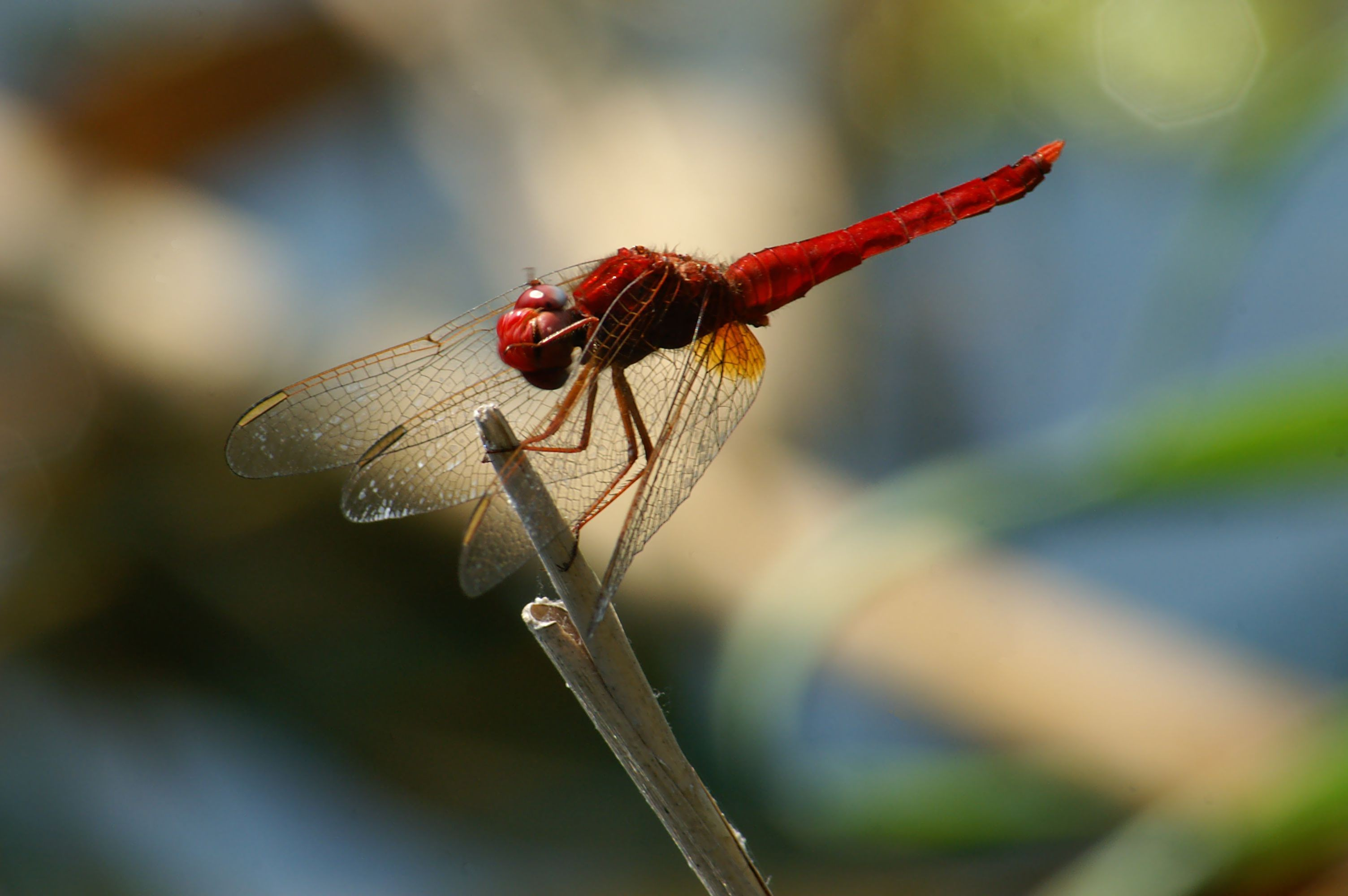
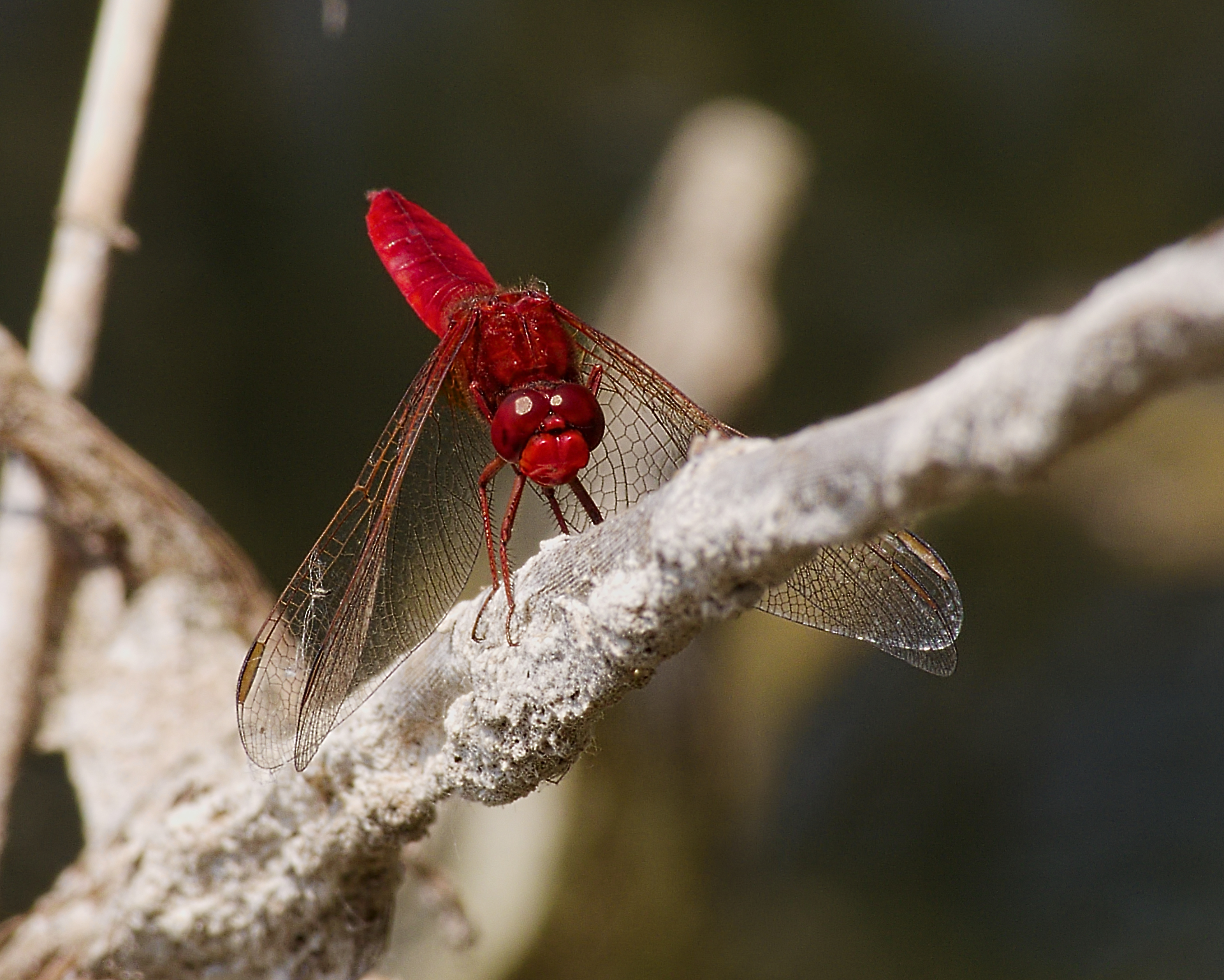
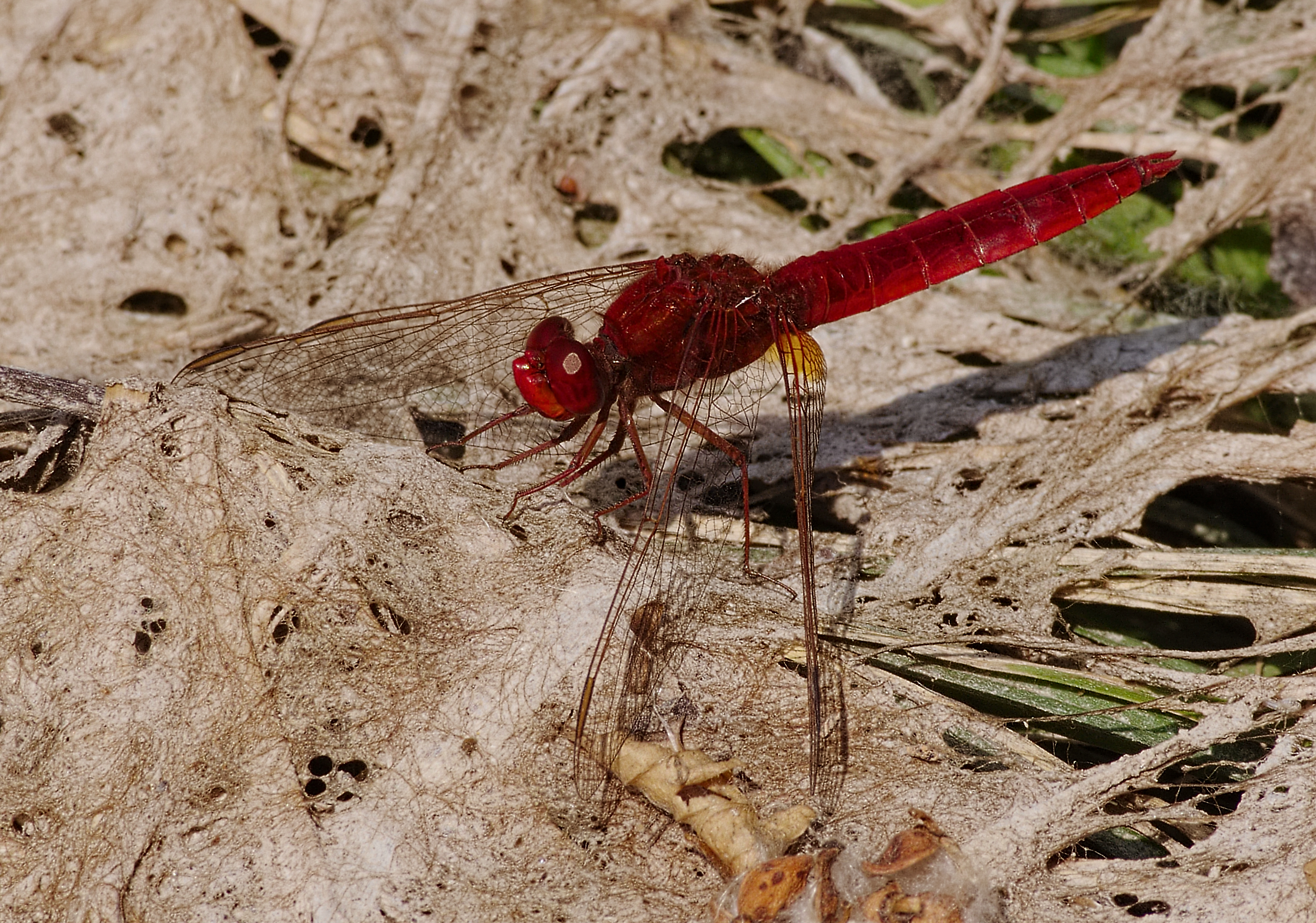
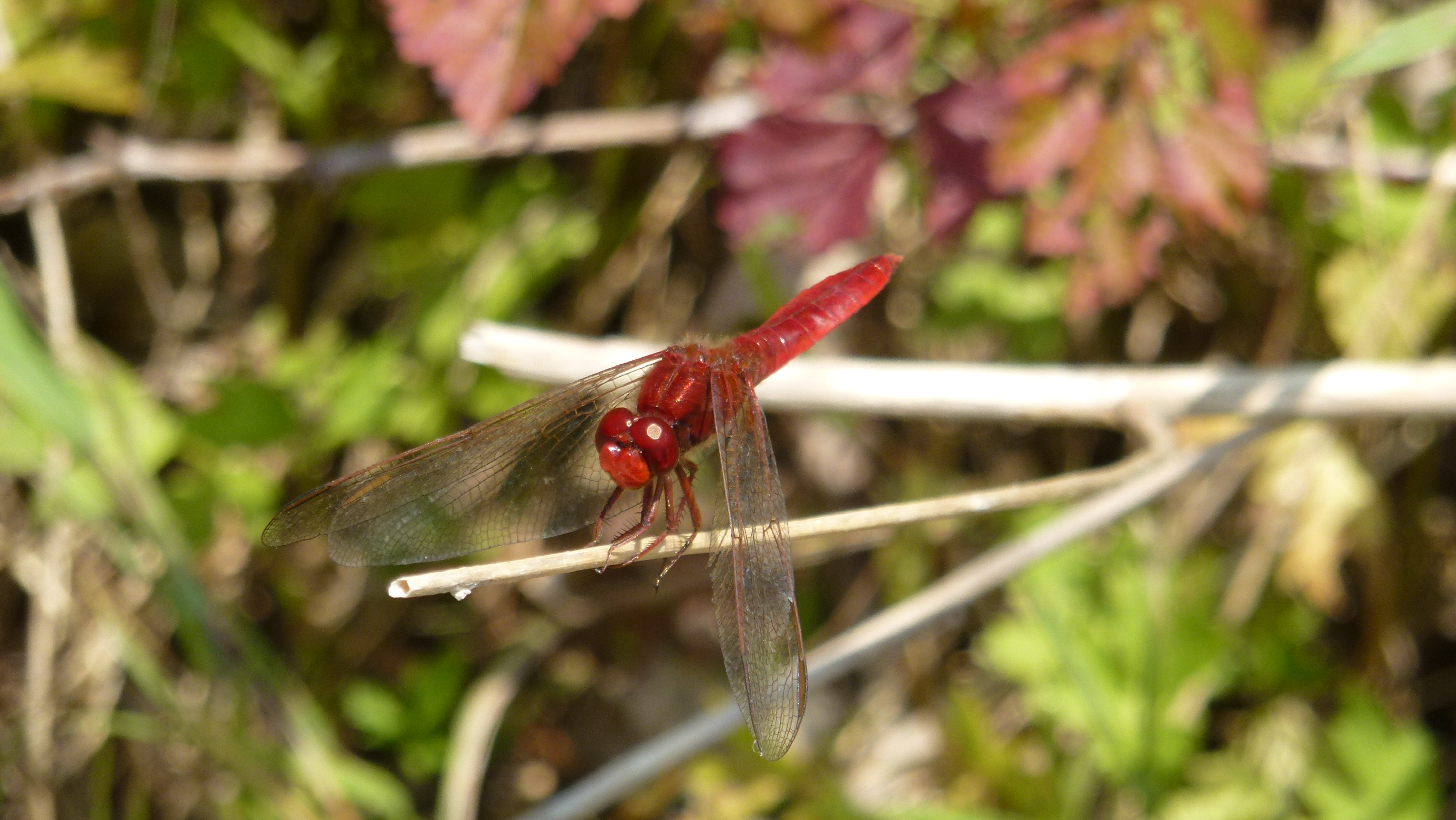